# Ianomamö
El ianomamö (Yąnomamɨ) és la més parlada de diverses llengües molt relacionades parlades pels ianomami. La majoria dels parlants són monolingües. No té un sistema d'escriptura d'ús natural. Per obtenir una descripció gramatical, consulteu llengües ianomami.

## Fonologia
|            |            | Labial | Alveolar | Palatal | Velar | Glotal |
| ---------- | ---------- | ------ | -------- | ------- | ----- | ------ |
| Oclusives  | plana      | p      | t        |         | k     | (ʔ)    |
| Oclusives  | aspirada   |        | tʰ       |         |       |        |
| Fricatives | Fricatives | f      | s        | ʃ       |       | h      |
| Bategant   | Bategant   |        | ɾ        |         |       |        |
| Nasal      | Nasal      | m      | n        |         |       |        |
| Aproximant | Aproximant | w      | (l)      | j       |       |        |

/ɾ/ també pot alternar-se a un so aproximant lateral [l]. Es pot escoltar un so oclusiu glotal [ʔ] de forma intervocal.
|         | Frontal | Central | Posterior |
| ------- | ------- | ------- | --------- |
| Tancada | i, ĩ    | ɨ, ɨ̃    | u, ũ      |
| Mitjana | e, ẽ    | ə       | o, õ      |
| Oberta  |         | a, ã    |           |